# Lucena
|  | Per a altres significats, vegeu «Lucena (desambiguació)». |

Lucena és un municipi de la província de Còrdova a la comunitat autònoma d'Andalusia, a la comarca de la Subbética cordovesa. El seu nom prové d'Eliossana (hebreu Elí hosanna, Déu ens salvi), nom amb què fou anomenada originalment pels jueus, mentre que els musulmans l'anomenaven al-Yussana.

## Demografia
| 1997   | 1999   | 2000   | 2001   | 2002   | 2003   | 2004   | 2005   | 2006   | 2007   |
| ------ | ------ | ------ | ------ | ------ | ------ | ------ | ------ | ------ | ------ |
| 34.588 | 35.837 | 36.445 | 37.016 | 37.669 | 38.598 | 39.259 | 39.783 | 40.143 | 40.746 |

## Història
El paper d'encreuament de camins ocupat per la ciutat, coneguda com a Ciutat de les Tres Cultures (jueva, musulmana i cristiana) o com «Perla de Sefarad» pels jueus de l'edat mitjana, ha afavorit l'ocupació humana d'aquestes terres des d'èpoques que es remunten al Paleolític Inferior i Mig. El seu paper en la primera època musulmana és important per ser nucli principal de la població jueva a l'Àndalus. De fet, Lucena va estar habitada exclusivament per jueus entre els segles IX i XII i la seva contribució a la cultura ha estat primordial. Va estar en ella una important escola universitària jueva, molts savis viatjarien més tard quan es fundà l'escola de traductors de Toledo. De l'època jueva queda un elenc de petits i estrets carrers en el centre de la localitat, al voltant de l'antiga sinagoga, anomenada la Jueria (segles IX al XI).
En 1148 la "Ciutat dels Jueus" va ser envaïda i arrasada pels almohades davant la negativa d'aquells de convertir-se a l'islam. Els supervivents es dirigiren cap al nord trobant a Toledo la tolerància necessària per a erigir una altra comunitat on la cultura jueva va poder desenvolupar-se en gran manera.
El poeta jueu Abraham ibn Ezra va cantar en aquestes lamentacions o qinoth, la terrible ruïna de Lucena i la destrucció de les aljama jueves andalusines provocada pels almohades:
"Els meus ulls...ploren...per la ciutat de Lucena...Com va quedar abandonada Còrdova…No queda un només jueu ni en Jaén ni en Almería. Tampoc queda vida (jueva) en Mallorca ni en Màlaga. Els residus jueus són durament abatuts..."
"El plor dels meus ulls, com plor d'estruç, és per la ciutat d'Eliossana; lliure de tatxes, a part allí va habitar la captiva comunitat, sense parar fins a complir la data de mil setanta anys; però va venir el seu dia, va fugir de la seva gent i ella va quedar com vídua, òrfena de Llei, sense Escriptura, segellada la Mixnà, el Talmud estèril es va tornar i tot la seva esplendor va perdre...".
Després de ser una ciutat jueva i posteriorment islàmica, Lucena va ser guanyada a la cristiandat per Sant Ferran III de Castella en 1240. No obstant això, en 1333 va tornar a caure sota domini dels musulmans. Finalment, en 1483, Diego III Fernández de Còrdova, va derrotar i va capturar l'últim rei de Granada Boabdil (que va ser tancat durant algun temps en la Torre del Castell del Moral) en la batalla de Lucena, incorporant la ciutat definitivament a la Corona de Castella.

## Persones il·lustres
- Isaac ibn Ghiyyat, 1038 - 1089. Destacat rabí, intèrpret de la Bíblia, filòsof i poeta.
- Josep ibn Migaix, 1077 - 1141. Il·lustre rabí, degà de la ieixivà i exegeta de l'halacà.
- Mair ibn Joseph, segle xii. Últim rabí de Lucena.
- José María Hinojosa "El Tempranillo", bandoler.
- Rafael Álvarez "El Brujo" 1950-. Actor.
- Maria Dolores Muñoz y Bueno (mare de la revolucionària Mariana Pineda).
- Luis Barahona de Soto,1548 - 1595. Poeta.
- Juan de Aréjula, químic.
- Curro Lucena, cantaor.
- Enriqueta Cantero Cantero, feminista.